# Qualifications à la Coupe d'Afrique des nations de football 1990

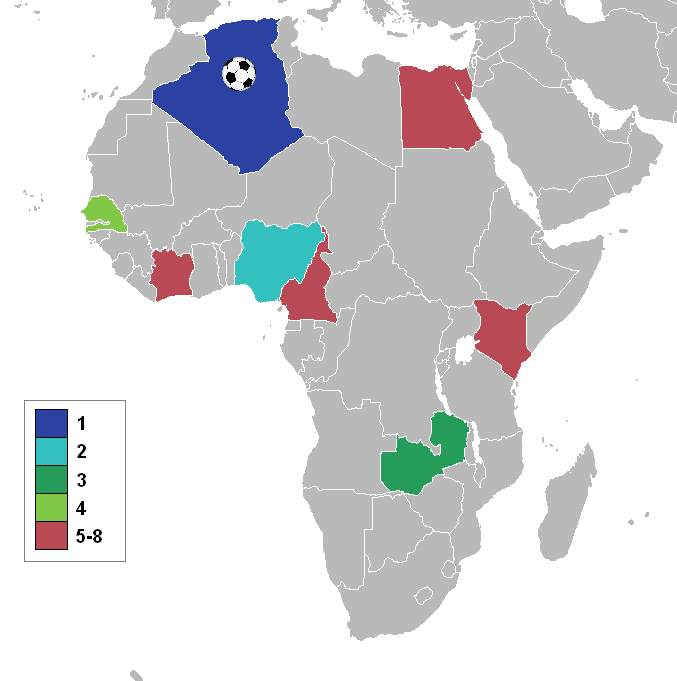
Nations qualifiées pour la Coupe d'Afrique des nations de football de 1990

Cet article présente les résultats des matchs pour la qualification en Coupe d'Afrique des nations de football 1990 qui a eu lieu en Algérie, 32 équipes se sont présentés pour participer à ce tournoi qualificatif.
La qualification s'est jouée sur trois tours. Sept équipes ont déclaré forfait. Le pays-hôte (Algérie) et le tenant du titre (Cameroun) sont directement qualifiés.

## Tour qualificatif

### Tour préliminaire
| Équipe 1   | Résultat      | Équipe 2           | Aller | Retour |
| ---------- | ------------- | ------------------ | ----- | ------ |
| Libye      | Q. - forfait  | Mauritanie         | -     | -      |
| Gabon      | 3 - 1         | Burkina Faso       | 3 - 0 | 0 - 1  |
| Mozambique | Q. - forfait  | Madagascar         | -     | -      |
| Éthiopie   | Q. - forfait  | Ouganda            | -     | -      |
| Angola     | 4 - 1         | Guinée équatoriale | 4 - 1 | 0 - 0  |
| Guinée     | Q. - forfait  | Gambie             | -     | -      |
| Maurice    | 3 - 1         | Seychelles         | 3 - 0 | 0 - 1  |
| Tanzanie   | 2 - 2 1-3 tab | Eswatini           | 1 - 1 | 1 - 1  |
| Liberia    | 1 - 4         | Mali               | 0 - 1 | 1 - 3  |

### Premier tour
| Équipe 1   | Résultat      | Équipe 2      | Aller | Retour |
| ---------- | ------------- | ------------- | ----- | ------ |
| Éthiopie   | 2 - 6         | Égypte        | 1 - 0 | 1 - 6  |
| Zaïre      | Q. - forfait  | Sierra Leone  | -     | -      |
| Guinée     | 1 - 4         | Nigeria       | 1 - 1 | 0 - 3  |
| Maurice    | 1 - 5         | Zimbabwe      | 1 - 4 | 0 - 1  |
| Eswatini   | 1 - 3         | Malawi        | 0 - 2 | 1 - 1  |
| Soudan     | 1 - 1 5-6 tab | Kenya         | 1 - 0 | 0 - 1  |
| Mali       | 1e - 1        | Maroc         | 0 - 0 | 1 - 1  |
| Angola     | 1 - 6         | Côte d'Ivoire | 0 - 2 | 1 - 4  |
| Sénégal    | Q. - forfait  | Togo          | -     | -      |
| Tunisie    | Q. - forfait  | Libye         | -     | -      |
| Mozambique | 0 - 4         | Zambie        | 0 - 1 | 0 - 3  |
| Gabon      | 1 - 1 5-3 tab | Ghana         | 1 - 0 | 0 - 1  |

### Deuxième tour
| Équipe 1 | Résultat | Équipe 2      | Aller | Retour |
| -------- | -------- | ------------- | ----- | ------ |
| Égypte   | 2 - 0    | Zaïre         | 2 - 0 | 0 - 0  |
| Nigeria  | 3 - 1    | Zimbabwe      | 2 - 0 | 1 - 1  |
| Malawi   | 2 - 3    | Kenya         | 2 - 3 | 0 - 0  |
| Mali     | 3 - 5    | Côte d'Ivoire | 2 - 2 | 1 - 3  |
| Sénégal  | 4 - 0    | Tunisie       | 3 - 0 | 1 - 0  |
| Zambie   | 4 - 2    | Gabon         | 3 - 0 | 1 - 2  |

Qualifiés d'office:
- Cameroun (tenant du titre)
- Algérie (pays-hôte)